# Sofádes
Ne doit pas être confondu avec Dème de Sofádes.
La ville de Sofádes (grec moderne : Σοφάδες) est située sur la route GR30 reliant Karditsa à Volos et possède une gare ferroviaire sur la ligne reliant Athènes et Thessalonique à Kalambaka.

## Affaire Lavida et autres
Le 30 mai 2013, la Grèce a été condamnée dans l'"affaire Lavida et autres" par la Cour européenne des droits de l'homme (CEDH) pour ségrégation ethnique à l'encontre des Rroms de Sofádes qui en forment la moitié des 6 000 habitants selon le Gouvernement grec. Les élèves Rroms étaient systématiquement scolarisés à part et les faits qui remontent à 2009-2010 ont perduré jusqu'à 2013 sans que les autorités, dont le ministre de l'éducation, qui étaient au courant y changent quoi que ce soit. Cette condamnation s'inscrit dans une série de condamnations où des enfants Rroms étaient placés dans des classes spéciales, voire des classes destinées aux handicapées (Grèce déjà deux fois, République tchèque, Hongrie et Croatie),.